# 聖多明戈斯 (聖卡塔琳娜州)
聖多明戈斯（葡萄牙語：São Domingos），是巴西的城鎮，位於該國南部，由聖卡塔琳娜州負責管轄，始建於1963年4月7日，面積384平方公里，海拔高度635米，2010年人口9,496，人口密度每平方公里24.75人。
26°33′28″S 52°31′55″W / 26.55778°S 52.53194°W